# Amphicnaeia armata
Amphicnaeia armata là một loài bọ cánh cứng trong họ Cerambycidae.